# Saed Hedayati
Saed Hedayati est un acteur de télévision iranien.

## Filmographie
- Pelake 14 (Plaque 14)
- Navad Shab (90 Nuits)
- Pavarchin (Sur la pointe des pieds)
- Tokyo bedoone tavaghof (Tokyo non-stop)
- Noghtechin (Points de suspension)
- Jayezeye Bozorg (Grand Prix)
- Shabhaye Barareh (Nuits de Barareh)
- Bagh-e Mozaffar (Jardin de Mozaffar)
- Mard-e Hezar Chehreh (l'Homme aux mille visages)